# Pizzo della Presolana
De Pizzo della Presolana is een 2521 meter hoge berg in het oosten van de Italiaanse provincie Bergamo.
De berg ligt tussen het Valle di Scalve en het Valle Seriana. Deze twee dalen worden met elkaar verbonden door de Presolanapas (1297 m) die aan de zuidelijke voet van de berg ligt. De Presolana is een van de bekendste bergen van de Orobische Alpen. Dit gebergte heeft sinds 1989 de status van beschermd natuurgebied (Parco delle Orobie Bergamasche).
In oktober 1979 werd de top van de Pizzo della Presonana voor het eerst beklommen. Vandaag de dag is de berg erg populair bij klimmers. Er leiden verschillende routes naar de top. De gemakkelijkste route begint op de Presolanapas via de zuidflank. Veel alpinisten zien echter er meer uitdaging in de loodrechte wanden van de noordzijde. Aan deze zijde ligt ook de enige berghut van de omgeving, het Rifugio Albani (1940 m).